# Psidium trilobum
Psidium trilobum är en myrtenväxtart som beskrevs av Ignatz Urban och Erik Leonard Ekman. Psidium trilobum ingår i släktet Psidium och familjen myrtenväxter. Inga underarter finns listade i Catalogue of Life.